# Малышевское сельское поселение (Смоленская область)
Малышевское сельское поселение — упразднённое муниципальное образование в составе Ельнинского района Смоленской области России.
Административный центр — деревня Малое Павлово.
Образовано Законом Смоленской области от 20 декабря 2004 года. Упразднено Законом Смоленской области от 25 мая 2017 года с включением 5 июня 2017 года всех входивших в его состав населённых пунктов в Леонидовское сельское поселение.

## География
- Общая площадь: 123,45 км²
- Расположение: юго-западная часть Ельнинского района
- Граничит:
  - на северо-западе — с Глинковским районом
  - на севере — с Леонидовским сельским поселением
  - на востоке и юге — с Новоспасским сельским поселением
  - на западе — с Починковским районом
- Крупные реки: Стряна.

## Экономика
Сельхозкооператив «Малышевский», есть школа, 2 дома культуры.

## Население
| 2011 | 2012 | 2013 | 2014 | 2015 | 2016 | 2017 |
| ---- | ---- | ---- | ---- | ---- | ---- | ---- |
| 312  | ↘307 | ↘291 | →291 | ↘278 | ↘266 | ↘261 |

## Населённые пункты
На территории поселения находилось 14 населённых пунктов.
- Малое Павлово, деревня
- Большое Павлово, деревня
- Вербилово, деревня
- Заполье, деревня
- Костылево, деревня
- Малышевка, деревня
- Мишуково, деревня
- Новое Щербино, деревня
- Орлы, деревня
- Ржавец, деревня
- Сигарево, деревня
- Старое Щербино, деревня
- Старшевка, деревня
- Холм, деревня